# Yaginumaella urbanii
Yaginumaella urbanii là một loài nhện trong họ Salticidae. Loài này được phát hiện ở Bhutan.